# Меттью Шпиранович
Меттью Шпиранович (англ. Matthew Špiranović, нар. 27 червня 1988, Джелонг) — австралійський футболіст, захисник клубу «Вестерн Сідней Вондерерз» та національної збірної Австралії.
Володар Кубка Німеччини.

## Клубна кар'єра
Народився 27 червня 1988 року в місті Джелонг. Вихованець цілої низки австралійських футбольних шкіл.
2006 року перебрався до Німеччними, де й дебютував у дорослому футболі виступами за команду клубу «Нюрнберг», в якій провів чотири сезони, взявши участь у 24 матчах чемпіонату. 
2010 року був орендований клубом «Урава Ред Даймондс», а за рік цей японський клуб викупив контракт австралійця. Протягом 2012-2013 років грав у Катарі за «Аль-Арабі».
2013 року повернувся на батьківщину, ставши гравцем клубу «Вестерн Сідней Вондерерз».

## Виступи за збірні
2004 року дебютував у складі юнацької збірної Австралії, взяв участь у 17 іграх на юнацькому рівні, відзначившись одним забитим голом.
Протягом 2006–2008 років залучався до складу молодіжної збірної Австралії. На молодіжному рівні зіграв у 22 офіційних матчах.
2008 року дебютував в офіційних матчах у складі національної збірної Австралії.

## Титули і досягнення
- Володар Кубка Німеччини (1):

«Нюрнберг»:  2006–07
- Переможець Ліги чемпіонів АФК (1):

«Вестерн Сідней Вондерерз»: 2014
- Володар Кубка Австралії (1):

«Мельбурн Вікторі»: 2021
Збірні
- Переможець Юнацького чемпіонату ОФК: 2005
- Володар Кубка Азії: 2015
- Срібний призер Кубка Азії: 2011